# Campeonato Mundial de Atletismo de 2022 - Maratona masculina
A competição da maratona masculina no Campeonato Mundial de Atletismo de 2022 foi realizada em Eugene, nos Estados Unidos, no dia 17 de julho de 2022.

## Recordes
Antes da competição, os recordes eram os seguintes:
| Recorde mundial                               | Eliud Kipchoge (KEN)                | 2:01:39 | Berlim, Alemanha        | 16 de setembro de 2018 |
| Recorde do campeonato                         | Abel Kirui (KEN)                    | 2:06:54 | Berlim, Alemanha        | 22 de agosto de 2009   |
| Recorde do ano                                | Eliud Kipchoge (KEN)                | 2:02:40 | Tóquio, Japão           | 6 de março de 2022     |
| Recorde da África                             | Eliud Kipchoge (KEN)                | 2:01:39 | Berlim, Alemanha        | 16 de setembro de 2018 |
| Recorde da Ásia                               | El Hassan El Abbassi (BHR)          | 2:04:43 | Valência, Espanha       | 2 de dezembro de 2018  |
| Recorde da América do Norte, Central e Caribe | Khalid Khannouchi (USA)             | 2:05:38 | Londres, Inglaterra     | 14 de abril de 2002    |
| Recorde da América do Sul                     | Daniel Ferreira do Nascimento (BRA) | 2:04:51 | Seul, Coreia do Sul     | 17 de abril de 2022    |
| Recorde da Europa                             | Bashir Abdi (BEL)                   | 2:03:36 | Roterdão, Países Baixos | 24 de outubro de 2021  |
| Recorde da Oceania                            | Robert de Castella (AUS)            | 2:07:51 | Boston, Estados Unidos  | 21 de abril de 1986    |

Os seguintes recordes mundiais ou olímpicos foram estabelecidos durante esta competição:
| Data        | Evento | Atleta             | Tempo   | Notas                 |
| ----------- | ------ | ------------------ | ------- | --------------------- |
| 17 de julho | Final  | Tamirat Tola (ETH) | 2:05:36 | Recorde do campeonato |

## Medalhistas
| Ouro               | Prata                 | Bronze            |
| Tamirat Tola (ETH) | Mosinet Geremew (ETH) | Bashir Abdi (BEL) |

## Tempo de qualificação
| Tempo de qualificação |
| --------------------- |
| 2:22:30               |

## Calendário
| Data        | Horário | Fase  |
| ----------- | ------- | ----- |
| 17 de julho | 06:15   | Final |

Todos os horários estão no horário local (UTC-7)

## Resultado final
A final ocorreu dia 17 de julho às 06:15. 
| Pos.              | Atleta                    | Nacionalidade            | Tempo   | Notas                 |
| ----------------- | ------------------------- | ------------------------ | ------- | --------------------- |
| Medalha de ouro   | Tamirat Tola              | Etiópia                  | 2:05:36 | Recorde do campeonato |
| Medalha de prata  | Mosinet Geremew           | Etiópia                  | 2:06:44 |                       |
| Medalha de bronze | Bashir Abdi               | Bélgica                  | 2:06:48 |                       |
| 4                 | Cameron Levins            | Canadá                   | 2:07:09 | Recorde nacional      |
| 5                 | Geoffrey Kamworor         | Quênia                   | 2:07:14 | Recorde da temporada  |
| 6                 | Seifu Tura                | Etiópia                  | 2:07:17 |                       |
| 7                 | Gabriel Geay              | Tanzânia                 | 2:07:31 | Recorde da temporada  |
| 8                 | Daniel do Nascimento      | Brasil                   | 2:07:35 |                       |
| 9                 | Shumi Dechasa             | Bahrein                  | 2:07:52 | Recorde da temporada  |
| 10                | Isaac Mpofu               | Zimbabwe                 | 2:07:56 | Recorde nacional      |
| 11                | Maru Teferi               | Israel                   | 2:07:59 |                       |
| 12                | Othmane El Goumri         | Marrocos                 | 2:08:14 |                       |
| 13                | Yusuke Nishiyama          | Japão                    | 2:08:35 |                       |
| 14                | Hamza Sahli               | Marrocos                 | 2:08:45 |                       |
| 15                | Barnabas Kiptum           | Quênia                   | 2:08:59 |                       |
| 16                | Oqbe Kibrom Ruesom        | Eritreia                 | 2:09:02 |                       |
| 17                | Hassan Chahdi             | França                   | 2:09:20 |                       |
| 18                | Melikhaya Frans           | África do Sul            | 2:09:24 | Recorde pessoal       |
| 19                | Galen Rupp                | Estados Unidos           | 2:09:36 | Recorde da temporada  |
| 20                | Rory Linkletter           | Canadá                   | 2:10:24 | Recorde pessoal       |
| 21                | Mohamed Reda El Aaraby    | Marrocos                 | 2:10:33 |                       |
| 22                | Goitom Kifle              | Eritreia                 | 2:11:10 | Recorde da temporada  |
| 23                | Dong Guojian              | China                    | 2:11:14 | Recorde da temporada  |
| 24                | Elkanah Kibet             | Estados Unidos           | 2:11:20 | Recorde da temporada  |
| 25                | Tesama Moogas             | Israel                   | 2:11:36 |                       |
| 26                | Ser-Od Bat-Ochir          | Mongólia                 | 2:11:39 | Recorde da temporada  |
| 27                | José Márcio Leão da Silva | Brasil                   | 2:11:43 |                       |
| 28                | Ben Preisner              | Canadá                   | 2:11:47 | Recorde da temporada  |
| 29                | Patricio Castillo         | México                   | 2:11:51 | Recorde da temporada  |
| 30                | Thomas De Bock            | Bélgica                  | 2:11:54 | Recorde da temporada  |
| 31                | Yang Shaohui              | China                    | 2:11:56 |                       |
| 32                | Olivier Irabaruta         | Burundi                  | 2:12:00 |                       |
| 33                | Jackson Kiprop            | Uganda                   | 2:12:14 |                       |
| 34                | Filex Malewa Chemongesi   | Uganda                   | 2:12:16 |                       |
| 35                | Tebello Ramakongoana      | Lesoto                   | 2:12:35 | Recorde da temporada  |
| 36                | Hector Garibay Flores     | Bolívia                  | 2:12:44 |                       |
| 37                | Paulo Roberto Paula       | Brasil                   | 2:13:39 |                       |
| 38                | Gaku Hoshi                | Japão                    | 2:13:44 |                       |
| 39                | Nicolás Cuestas           | Uruguai                  | 2:13:52 |                       |
| 40                | Fred Musobo               | Uganda                   | 2:13:58 | Recorde da temporada  |
| 41                | Eulalio Muñoz             | Argentina                | 2:14:29 | Recorde da temporada  |
| 42                | Byambajav Tseveenravdan   | Mongólia                 | 2:14:44 |                       |
| 43                | Tom Gröschel              | Alemanha                 | 2:14:56 | Recorde da temporada  |
| 44                | Hiskel Tewelde            | Eritreia                 | 2:15:01 | Recorde da temporada  |
| 45                | Peng Jianhua              | China                    | 2:16:12 | Recorde da temporada  |
| 46                | Colin Mickow              | Estados Unidos           | 2:16:36 | Recorde da temporada  |
| 47                | Thijs Nijhuis             | Dinamarca                | 2:16:55 | Recorde da temporada  |
| 48                | Haimro Alame              | Israel                   | 2:17:05 |                       |
| 49                | Josh Griffiths            | Grã-Bretanha             | 2:17:37 |                       |
| 50                | Ernesto Andrés Zamora     | Uruguai                  | 2:17:54 |                       |
| 51                | Dario Castro              | México                   | 2:18:32 |                       |
| 52                | Tumelo Motlagale          | África do Sul            | 2:20:21 |                       |
| 53                | Eduardo Terrance Garcia   | Ilhas Virgens Americanas | 2:23:16 | Recorde da temporada  |
| 54                | Krishna Bahadur Basnet    | Nepal                    | 2:24:19 | Recorde da temporada  |
| 55                | Lahsene Bouchikhi         | Bélgica                  | DNF     | DNF                   |
| 55                | Gantulga Dambaddarjaa     | Mongólia                 | DNF     | DNF                   |
| 55                | Lelisa Desisa             | Etiópia                  | DNF     | DNF                   |
| 55                | Oh Joo-han                | Coreia do Sul            | DNF     | DNF                   |
| 55                | Ibrahim Hassan            | Djibuti                  | DNF     | DNF                   |
| 55                | Abdi Nageeye              | Países Baixos            | DNF     | DNF                   |
| 55                | David Nilsson             | Suécia                   | DNF     | DNF                   |
| 55                | Emanuel Giniki Gisamoda   | Tanzânia                 | DNF     | DNF                   |
| 55                | Kengo Suzuki              | Japão                    | DNS     | DNS                   |

Legenda
| Recorde mundial       | Recorde mundial (World record)               |                       | Recorde africano                      | Recorde africano (African) |                                           | Q | Classificado por posição (Qualified) |
| Recorde do campeonato | Recorde do campeonato (Championship record)  | Recorde da América    | Recorde da América (Americas)         | q                          | Classificado por melhor tempo (Qualified) |   |                                      |
| Melhor marca do ano   | Melhor marca do ano (World leading)          | Recorde asiático      | Recorde asiático (Asian)              | DNS                        | Não largou (Did not start)                |   |                                      |
| Recorde nacional      | Recorde nacional (National record)           | Recorde europeu       | Recorde europeu (European)            | DNF                        | Não terminou (Did not finish)             |   |                                      |
| Recorde pessoal       | Recorde pessoal do atleta (Personal best)    | Recorde da Oceania    | Recorde da Oceania (Oceania)          | DSQ / DQ                   | Desclassificado (Disqualified)            |   |                                      |
| Recorde da temporada  | Recorde da temporada do atleta (Season best) | Recorde sul-americano | Recorde sul-americano (South America) | NM                         | Sem marca (No mark)                       |   |                                      |